# Марс 3
Марс 3 е съветска АМС (автоматична междупланетна станция) от трето поколение на серията космически апарати Марс. Предназначена е за изследване на Марс както от орбита, така и непосредствено от повърхността на планетата. За тази цел в конструкцията на АМС има спускаем модул. Разработeна е в НПО „Лавочкин“. Изстреляна е на 28 май 1971 г. от космодрума Байконур с ракета-носител Протон-К. Достига повърхността на планетата на 2 декември 1971 г.

## Технически данни
- Маса на космическия апарат – 4625 кг
- Маса на орбиталния апарат – 3625 кг
- Маса на спускаемия модул – 355 кг.

## Конструкция
В основата на орбиталния отсек е блокът резервоари на главната двигателна система с цилиндрична форма. Към този блок са закрепени слънчевите батерии, параболична остронасочена антена, радиатори на системата за терморегулиране, спускаем апарат и приборен отсек. Приборният отсек представлява тороидален херметичен контейнер, в който са събрани бордови изчислителен комплекс, системи за навигация и ориентация и други. От външната страна на приборния отсек са закрепени уредите за астронавигация.
Спускаемият модул представлява сфера, покрита с коничен аеродинамичен щит. На върха на спускаемия модул е закрепен тороидален приборно-парашутен отсек, носещ в себе си парашут и уреди, необходими за осъществяване на извеждането, стабилизацията, спускането от околомарсианска орбита, спиране в атмосферата и меко кацане.

## Полет
Станцията е изстреляна от космодрума Байконур с ракета-носител „Протон-К“ на 28 май 1971 г. в 19:26 ч. по московско време. За разлика от предишното поколение АМС, „Марс-3“ отначало е изведен на околоземна орбита, а след това с ускоряващата степен е приведен в междупланетна траектория. До сближаването с Марс полетът върви по програма.

## Кацане
На 2 декември 1971 г. е извършено първото в света меко кацане на повърхността на Марс. В продължение на 1,5 минути след кацането АМС Марс-3 се подготвя за работа, а след това започва предаване на панорамен изглед на околната повърхност, но 14,5 секунди след началото предаването прекъсва. Станцията е предала 79 реда фототелевизионен сигнал (десния край на панорамата). Полученото изображение е сив фон без нито един детайл.

## Работа на орбиталния модул
Орбиталният модул продължава изследванията на Марс от орбита до изчерпването на азота в системата за ориентация и стабилизация на 23 август 1972 г.